# Ciclu de eroziune

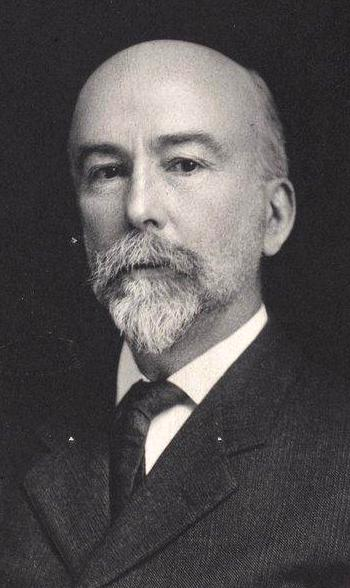
W. M. Davis, creatorul acestui concept

În geomorfologie, ciclul geografic sau ciclul de eroziune este un model idealizat, prin care geograful William Morris Davis a încercat să explice formarea peisajelor geografice.
Conform teoriei acestuia, relieful trece printr-o succesiune de cicluri de eroziune, fiecare ciclu cuprinzând trei stadii: tinerețe, maturitate și bătrânețe.
În stadiul de tinerețe, datorită ridicărilor tectonice, eroziunea este foarte activă; se formează relieful muntos, puternic fragmentat.
Ulterior, sub acțiunea agenților externi, relieful devine tot mai domol, ajungându-se până în stadiul de peneplenă.
Printr-o nouă mișcare tectonică, eroziunea e reactivată și începe un alt ciclu.
Teoria evolutivă a lui Davis a jucat un rol important în dezvoltarea geomorfologiei, însă aceasta prezintă o serie de deficiențe, mai ales pentru că prezintă dezvoltarea reliefului în cicluri închise și izolează acțiunea factorilor endogeni de a celor exogeni.
Mai mult, noțiunile de tinerețe, maturitate și bătrânețe au doar o valoare relativă, neputând să caracterizeze vârsta reală a reliefului.
Cel mai cunoscut critic al acestei teorii este Richard Chorley.
Acest articol conține text din Dicționarul enciclopedic român (1962-1966), aflat acum în domeniul public.